# بحيرة نيكسون
بحيرة نيكسون (بالإنجليزية: Nixon Lake) هي بحيرة تقع في مقاطعة راوزو بولاية مينيسوتا في الولايات المتحدة. تُعد البحيرة واحدة من العديد من البحيرات المنتشرة في شمال مينيسوتا، والتي تشتهر بتنوعها البيئي وجمالها الطبيعي.
تقع بحيرة نيكسون في منطقة يغلب عليها الطابع الريفي، وتحيط بها الغابات والمسطحات الخضراء، مما يجعلها وجهة مفضلة لهواة صيد الأسماك ومحبي الأنشطة الخارجية. وتعد البحيرة جزءًا من النظام البيئي الغني في شمال مينيسوتا الذي يشمل عددًا كبيرًا من البحيرات والأنهار.
يُستخدم اسم نيكسون في تسمية البحيرة نسبةً إلى إحدى العائلات المحلية أو الشخصيات التاريخية التي كان لها تأثير في المنطقة، إلا أن التفاصيل الدقيقة حول أصل الاسم لا تزال غير موثقة بشكل رسمي في السجلات العامة.

## الجغرافيا
تتميز بحيرة نيكسون ببيئة طبيعية متنوعة، وتضم أنواعًا مختلفة من الأسماك مثل الفرخ الشمالي (Northern Pike) والفرخ الأصفر (Yellow Perch)، بالإضافة إلى تنوع نباتي يضفي على المنطقة طابعًا بيئيًا غنيًا.
تقع البحيرة على ارتفاع متوسط ضمن حدود مقاطعة راوزو، وتُستخدم بعض الأراضي المحيطة بها لأغراض الزراعة أو النشاط الترفيهي الخاص.

## الأنشطة
تُعتبر بحيرة نيكسون وجهة لهواة الصيد، وركوب القوارب، ومراقبة الطيور، إضافة إلى التخييم في الأماكن القريبة منها خلال مواسم الصيف والخريف.